# Lucille Bogan
Lucille Bogan (* 1. April 1897 in Amory, Mississippi als Lucille Anderson; † 10. August 1948 in Los Angeles) war eine US-amerikanische Vaudeville- und Bluessängerin, Songwriterin und Gitarristin, die später als Bessie Jackson aufnahm.

## Leben und Wirken
Lucille Bogan zählt zu den klassischen Bluessängerinnen der 1920er und 1930er Jahre. Sie stammte aus Mississippi. Ihre Karriere als Sängerin begann in den 20ern in der Bluesszene von Birmingham (Alabama). 1923 nahm Bogan in Atlanta für Okeh ihre erste Schallplatte auf. Die Titel „Lonesome Daddy Blues“ und „Pawnshop Blues“ waren aber – trotz ihres Namens – eher dem Genre des Vaudeville Blues zuzuordnen. Sie zog dann nach Chicago und kam erst Anfang der 1930er Jahre nach New York, wo sie die Zusammenarbeit mit dem Pianisten Walter Roland begann. Bogan und Roland wirkten fortan sowohl als Musiker als auch als Songwriter gemeinsam. Die beiden spielten zusammen über 100 Schallplatten ein, bevor Bogan 1935 ihre Aufnahmekarriere beendete.
Bogan änderte schließlich den Stil ihrer Aufführungen und trat fortan nicht als Lucille Bogan auf, obwohl sie noch 1927 als Bogan einen Hit auf dem Markt der sogenannten Race Records mit dem Song „Sweet Petunia“ hatte. Zu ihren bekanntesten Titeln als Songwriterin unter dem Namen Bessie Jackson zählt der „B.D. Woman's Blues“, der 75 Jahre später zum Songmaterial von lesbischen Künstlern wie Holly Near oder den Indigo Girls gehörte. „B.D.“, ein Kürzel für bull dykes („Kampflesben“), begann mit den Zeilen: „Comin' a time/women ain't gonna need no men“. Sie kehrte schließlich nach Birmingham zurück, wo sie wieder unter ihrem Namen wirkte; sie trat in der Gruppe Bogan's Birmingham Busters auf und leitete diese auch, erschien aber nicht auf den Platten der Gruppe. 
In den späten 1930er oder frühen 1940er Jahren zog Bogan nach Kalifornien. Dort schrieb sie weitere Songs. Ihre letzte Komposition hieß prophetisch „Gonna Leave Town“. Nach ihrem Tod nahm sie Smokey Hogg 1949 auf. Weitere von ihr komponierte Titel wurden von Saffire – The Uppity Blues Women eingespielt, ferner von deren Bandmitglied Ann Rabson sowie der Novelty-Band Asylum Street Spankers.